# Mazion
Mazion település Franciaországban, Gironde megyében. Lakosainak száma 545 fő (2022. január 1.). Mazion Eyrans, Cartelègue, Fours, Saint-Paul és Saint-Seurin-de-Cursac községekkel határos.

## Népesség
A település népességének változása:
| Lakosok száma | 354  | 429  | 402  | 462  | 525  | 514  | 525  | 542  | 554  | 545  |
|               | 1968 | 1982 | 1990 | 2006 | 2013 | 2015 | 2017 | 2019 | 2020 | 2022 |